# Union néerlando-indonésienne
27 décembre 1949 – 15 février 1956
Entités précédentes :
- Pays-Bas
- République des États-Unis d'Indonésie

Entités suivantes :
- Indonésie
 Pays-Bas

L'Union néerlando-indonésienne est la relation confédérale entre les Pays-Bas et l'Indonésie qui existe entre 1949 et 1956,.

## Histoire
Le 15 novembre 1946, l'Accord de Linggarjati a été signé entre les Pays-Bas et les Indes orientales néerlandaises, ces dernières bientôt indépendantes. L'accord prévoyait la reconnaissance par les Pays-Bas de la domination républicaine sur Java et Sumatra, ainsi que de l'Union néerlando-indonésienne sous la couronne néerlandaise (composée des Pays-Bas, de la république d'Indonésie et de l'archipel oriental). L'archipel devait avoir un arrangement fédéral lâche, la République des États-Unis d'Indonésie (RUSI), comprenant la république (sur Java et Sumatra), le sud du Kalimantan et le « Grand Est » composé de Sulawesi, Maluku, les îles de la Petite Sonde et la Nouvelle-Guinée occidentale. L'union visait à « pour promouvoir leurs intérêts communs ». En raison d'un conflit armé entre les Pays-Bas et l'Indonésie de 1945 à 1949, l'exécution de l'accord n'a pas eu lieu. Après que les Pays-Bas ont signé une trêve avec la république des États-Unis d'Indonésie, le transfert de souveraineté a eu lieu le 27 décembre 1949 et l'Union néerlando-indonésienne a été fondée.
L'Union a été abolie lorsque l'Indonésie l'a quittée en promulguant l'UU no 13 Tahun 1956 (loi no 13/1956) qui annulait toutes les relations et conférences formelles de l'Union Pays-Bas-Indonésie, la loi étant entrée en vigueur les 15 et 16 février 1956.

## Structure
L'Union néerlando-indonésienne serait l'équivalent néerlandais du Commonwealth britannique. L'Union serait composée de deux partenaires indépendants et souverains :
1. le royaume des Pays-Bas, composé
  1. des Pays-Bas
  2. du Suriname
  3. des Antilles néerlandaises
  4. de la Nouvelle-Guinée néerlandaise
2. les États-Unis d'Indonésie (plus tard république d'Indonésie), comprenant sept États.

Le statut de la Nouvelle-Guinée néerlandaise devrait être discuté plus avant. Au départ, la Nouvelle-Guinée est restée sous la domination néerlandaise. Et, là où le Suriname et les Antilles seraient des partenaires égaux dans le Royaume, la Nouvelle-Guinée resterait une colonie. Le chef de l'Union (Hoofd der Unie) serait la reine Juliana. La collaboration se déroulerait dans les domaines suivants :
- la défense
- le relations étrangères
- la finance
- les relations économiques
- les relations culturelles

Pour ce faire, divers organes seraient créés. Premièrement, une conférence des ministres devait se tenir tous les six mois. Deuxièmement, un secrétariat permanent a été établi à La Haye. Chaque partenaire choisirait un secrétaire général, qui prendrait chaque année la direction du secrétariat. (À partir de 1950, ce fut P. J. A. Idenburg pour les Pays-Bas, qui le resta jusqu'à ce que l'arrangement soit dissous en 1956.) Enfin, une Cour d'arbitrage de l'Union a été créée pour juger les litiges entre les Pays-Bas et l'Indonésie.